# Sven-Olof Lorentzen
Sven-Olof Lorentzen, född 30 mars 1949 i Helsingborg, är en svensk författare och musiker. 
Lorentzen föddes i Helsingborg men växte upp huvudsakligen i Malmö. Från 1980 har han varit bosatt i södra Småland, där han också arbetat som folkhögskollärare.
Lorentzen var under förra hälften av 1970-talet medlem av rockbandet Avgrunden som tillhörde den progressiva musikrörelsen. Som författare hade han först presenterats i Rabén & Sjögrens antologi ”Debut 67”, men den egentliga debuten skedde 1976 med romanen ”Vingklippt”. Bland de senare romanerna kan nämnas ”Schackklubben Tanke & Vilja” (1982), Malmöskildringen ”Komma tillbaks” (1992) och ”Min kusin” (2001). Vidare har Lorentzen skrivit litteraturkritik och dramatik samt några barnböcker, bland dessa bilderboken ”Grävlingen som ville bli bilmekaniker” (1986), tillsammans med illustratören Eva Lindström.

## Antologier
- Sju unga - Debut 67 (1967)
- Det ska va en smålänning (1986)
- Konst i Småland och på Öland (1994)
- Sverige – ett litterärt lapptäcke (1996)

## Översättningar
- Roy Jacobsen: Det nya vattnet (1988)
- Roy Jacobsen: Virgo (1989)

## Priser och utmärkelser
- Malmö stads stora romanpris 1992 (för ”Komma tillbaks”)